# Neofit Pustelnik
Neofit Pustelnik (ur. 1134 w Kato Drys, zm. 1214) – cypryjski święty mnich prawosławny.
Według tradycji Neofit pochodził z ubogiej rodziny chłopskiej i już w dzieciństwie postanowił zostać mnichem. W wieku osiemnastu lat, wiedząc, że rodzice pragną zaaranżować jego małżeństwo, uciekł z domu i wstąpił do klasztoru. Początkowo pracował w winnicy monasterskiej, następnie był pomocnikiem zakrystiana. Po długich naleganiach uzyskał zgodę przełożonego na zamieszkanie w zupełnej samotności. Swoją celę pustelnika urządził w jaskini w skałach w okolicy Pafos. W sąsiedniej grocie urządził kaplicę. Z czasem wokół Neofita zebrali się również inni mnisi.
Neofit był najpłodniejszym autorem tekstów liturgicznych na Cyprze przełomu XII i XIII w.. Pisał homilie, komentarze do fragmentów Biblii oraz mowy ku czci prawosławnych świętych, zwłaszcza tych związanych z Cyprem. Jego list „O krzywdach Cypru” zawiera opis położenia greckiej społeczności wyspy w czasie rządów Izaaka Komnena (1185–1191) oraz pod rządami dynastii Lusignanów. Tekst ten jest ważnym źródłem historycznym do badań na dziejami Cypru.
W XVI w. na miejscu, gdzie żył święty mnich, powstał klasztor, którego został patronem.